# Agrupación de Fuerzas de Operaciones Especiales
La Agrupación de Fuerzas de Operaciones Especiales (AFOE o Agr FOE) es un conjunto de subunidades independientes de tropas de operaciones especiales (TOE) del Ejército Argentino con asiento en la Guarnición de Ejército "Córdoba" (camino a La Calera km 8 ½, afueras de Córdoba), bajo dependencia orgánica de la Fuerza de Despliegue Rápido (FDR) y bajo el control operacional del Comando Conjunto de Fuerzas de Operaciones Especiales (CCFOE) del Estado Mayor Conjunto de las Fuerzas Armadas.

## Antecedentes
El Ejército Argentino incorporó la especialidad de comandos en el año 1963. En 1965 un equipo de subtenientes y paracaidistas realizó el primer curso de 30 días en el Centro de Instrucción de Infantería, bajo la dirección del teniente coronel Leandro Narvaja Luque. La instrucción argentina contó con asesoramiento del mayor estadounidense William Cole, un Ranger veterano de la Guerra de Corea. La duración del curso aumentó paulatinamente a 45, 90 hasta alcanzar finalmente los 105 días.
En el año 1974 la especialidad incorporó tácticas de guerra contra guerrilla adquiriendo recursos de inteligencia militar. Se comenzó, además, a recibir cursantes del extranjero. Fue en los años setenta cuando los comandos obtuvieron su bautismo de fuego y sangre, combatiendo en las zonas montaraces de la provincia de Tucumán y selváticas de la provincia de Misiones. En 1978 el Ejército creó la primera unidad estable: el Equipo Especial Halcón 8, integrado por 15 militares.
Los comandos argentinos volvieron a la batalla en la guerra de las Malvinas de 1982 y en la recuperación del cuartel de La Tablada de 1989.

## Historia
La Agrupación de Fuerzas de Operaciones Especiales se creó el 6 de diciembre de 2005.
En el año 2011 se crea la Fuerza de Despliegue Rápido, que pasa a formar parte la Agr FOE. Luego en 2017 se genera el Comando Conjunto de Fuerzas de Operaciones Especiales (CCFOE) del Estado Mayor Conjunto (EMCO), que pasa a conducir las operaciones de la Agr FOE en conjunto con las tropas especiales de IMARA y Fuerza Aérea.
Desde abril de 2019 la Compañía de Ingenieros Buzos del Ejército 601 forma parte de la agrupación.

### Ejercicios y capacidad
En el año 2014 la Agrupación realizó un ejercicio conjunto con la Armada en la Base Naval Mar del Plata. Se realizó entrenamiento anfibio en el mar con apoyo naval. En efecto, se lanzaron comandos en horas nocturnas desde el Submarino ARA Santa Cruz (S-41), la Corbeta ARA Granville (P-33), el Aviso ARA Alférez Sobral (A-9) y el Pesquero ARA Luisito (Q-51). Personal de la Compañía de Comandos 601 y la Compañía de Fuerzas Especiales 601 protagonizaron el evento.

## Misiones y capacidades
Las Tropas de Operaciones Especiales (TOE) son elementos con adiestramiento especial, organizados, equipados e instruidos para satisfacer los requerimientos que demanden los niveles estratégico militar, operacional y táctico, incluyendo la proyección del poder militar, antes y durante las operaciones militares, o cuando el empleo de fuerzas convencionales de consideración sea prematuro, inapropiado o poco factible.
Las TOE incluyen a Fuerzas Especiales, Comandos, Cazadores y Buzos de Ejército.
Estas fuerzas comprenden elementos de Fuerzas Especiales (FF. EE.), comandos y cazadores, las que cumplen funciones, participando en operaciones convencionales dentro del escenario de la batalla, particularmente en el conflicto de baja intensidad.
Se desempeñan en obtención de información, destrucción de líneas de comunicación y abastecimiento, sistemas de comando y control y comunicaciones, eliminar o capturar objetivos de gran trascendencia o recuperar personal propio. Las Compañías de Comandos 601, 602 y 603 se desempeñan en incursión, interdicción, y exploración. Mientras que la Compañía de Fuerzas Especiales 601, a diferencia de las de Comandos, realiza operaciones abiertas o encubiertas, directas o indirectas y violenta o no violentas para el logro de objetivos, tales como fuerza de resistencia local, evasión, exploración, acción directa, protección civil u operaciones de paz. La Compañía de Apoyo de Fuerzas Especiales 601 hace apoyo logístico para las operaciones especiales.

## Organización
- Jefatura de la Agrupación de Fuerzas de Operaciones Especiales (Jef Agr FOE). Guar Ej Córdoba (Av. Ejército Argentino - Ruta E55 , CD).
  - Compañía de Comandos 601 (Ca Cdo(s) 601). Guar Ej Córdoba (Av. Ejército Argentino - Ruta E55 , CD).
  - Compañía de Comandos 602 (Ca Cdo(s) 602). Guar Ej Córdoba (Av. Ejército Argentino - Ruta E55 , CD).
  - Compañía de Comandos 603 (Ca Cdo(s) 603). Guar Ej Bahía Blanca (BA).
  - Compañía de Apoyo de Fuerzas de Operaciones Especiales 601 (Ca Apy FOE 601). Guar Ej Córdoba (Av. Ejército Argentino - Ruta E55 , CD).
  - Compañía de Fuerzas Especiales 601 (Ca FFEE 601). Guar Ej Córdoba (Av. Ejército Argentino - Ruta E55 , CD).
  - Compañía de Ingenieros Buzos de Ejército 601 (Ca Ing Bzo(s) Ej 601). Guar Ej Santo Tomé (SF).[14]

## Entrenamiento
Desarrollan entrenamientos con las fuerzas especiales de las otras fuerzas armadas, como en el ejercicio conjunto «Castor», en el que participan las Compañías de Comandos del Ejército con el Grupo de Operaciones Especiales de la Fuerza Aérea Argentina y la Agrupación de Comandos Anfibios y la Agrupación de Buzos Tácticos de la Armada Argentina. También se ejercita con la IV Brigada Aerotransportada y la X Brigada Mecanizada que, junto a la AFOE, constituyen la Fuerza de Despliegue Rápido.
Algunos tiradores especiales participaron del curso avanzado Long Precision 17 organizado por la Brigada «Almogávares» VI de Paracaidistas del Ejército de Tierra español.